# Henry Charles Carey
Henry Charles Carey (født 15. december 1793 i Philadelphia, død 13. oktober 1879 sammesteds) var en amerikansk økonomisk-sociologisk forfatter.

## Liv og virke
I 1814 blev han medejer i sin faders boghandel og efter at i 1821 være blevet dens leder, drev han den op til at blive en af de største i landet. I 1835 trak han sig imidlertid tilbage fra virksomheden med en betydelig formue og anvendte der efter resten af sit liv udelukkende på en nationaløkonomisk forfattervirksomhed, som bar frugt i for af 13 bind større arbejder samt omkring 3.000 sider brochurer og bladartikler, af hvilke de fleste omhandler samtidens stridsspørgsmål, navnlig i told-, mønt- og bankpolitik.

## Synspunkter
Carey blev kaldt en "dilettant" - en mand, som forenede gode idéer med fuldstændig brist på skoling, med elementære misforståelser og fejlagtigheder - men det vil være rigtigere at betragte ham som det amerikanske pionersamfunds økonom. Hele han erfaringsverden og synsmåde er båret af det samtidige pionersamfunds vilkår, og Carey kom derfor i mange henseender til at fremstå som modstander af de økonomiske teorier, som var blevet udviklet i det økonomisk vel udviklede Europa. Careys opfattelse afspejlede De Forenede Staters tilstand i første halvdel af det 19. århundrede, hvilket forklarer hans optimisme, hans tro på en social udvikling imod stadig større harmoni mellem alle interesser, i modsætning til den engelske nationaløkonomis fremstilling af det sociale livs disharmoni. Carey påpegede, at Ricardo aldrig fra sine vinduer havde iagttaget fremskridtet i et nybyggersamfund. Hvis han havde, ville han have set anderledes på menneskehedens fremtidsudsigter.
Allerede i 1835 begyndte han sit omfangsrige forfatterskab med en Essay on the Rate of Wages, hvis synspunkt er hentet fra den engelske klassiske skoles liberalisme, og hvis polemik er rettet mod Seniors lønningsfondteori. Få år senere fulgte Principles of political Economy (3 bind, 1837-40), hvori allerede påvisningen af den engelske skole slår om i opposition. Endnu mere fremtrædende bliver denne opposition i The Past, the Present and the Future (1848), der betegner et gennembrud i hans økonomiske grundopfattelse. Carey var fra nu af den energiske forkæmper for en konsekvent gennemført anvendelse af beskyttelsessystemet i amerikansk handelspolitik. Mere populært udvikler han de samme tanker i The harmony of Interests (1852) og i sit hovedværk Principles of social science (3 Bd, 1858-59), i hvilket han sammenfatter sine resultater i systematisk form. Hans sidste betydeligere arbejde var The Unity of Law (1872), der giver en fremstilling af hans sociologiske grundopfattelse af livsfænomenernes lovmæssige enhed og ensartethed. 

### Opposition til de klassiske liberalister
De klassiske liberalister, Thomas Malthus og David Ricardo, havde gjort sig til talsmænd for "den jernhårde lønningslov". Carey gik målbevidst til angreb på deres opfattelse. Han blev en stadig mere energisk forfægter for det standpunkt, at der kan opstilles et såkaldt "naturligt" system af økonomiske love, der efter deres væsen og deres resultater er velgørende og fremskridtsbefordrende, idet det er dem, det hele samfunds – og navnlig de arbejdende klassers – øgede velvære og velstand i første række skyldes. 
Om befolkningen mente Carey, at dens størrelse regulerer sig selv, og at dens tryk på den til enhver tid tilstedeværende mængde af næringsmidler kun er ejendommelig for de lavere, ikke for de højere, kulturtrin. I modsætning til Malthus gjorde Carey gældende, at næringsmidlerne voksede i hastigere tempo end folkemængden, hvorfor overbefolkning aldrig var at befrygte.
Sin største opdagelse mente Carey at have gjort i sin teori om jordrenten. Han udgik fra at arbejdet er den eneste kilde til en vares værdi (en vares værdi beror efter hans teori på reproduktionsomkostningerne, det vil sige på det arbejde, som kræves for at producere samme vare igen) og finder et forsvar for både kapitalrente og jordrente ved at fremstille jordens og kapitalens værdi udelukkende ud fra det deri nedlagte arbejde. Imod Ricardos pessimistiske jordrenteteori søgte Carey med støtte i traditionerne fra de ældste amerikanske nybyggersamfund, at menneskene begyndte med opdyrkningen af den højt liggende, tørre og lette, altså den sletteste jord, for efterhånden med større befolkningstæthed og øget kapitalopsamling at gå over til dalstrøgenes muldrige og frugtbare, med urskov bevoksede, men vanskeligere tilgængelige og mindre dyrkbare jord således, at en stadig stigning af jordens produktivitet finder sted. I lighed med al anden kapitalafkastning synker grundrenten gradvis, men derved stiger arbejdernes andel i udbyttet både relativt og absolut, og der indtræder lidt efter lidt en harmonisk ligevægt i de forskellige sociale gruppers interesser og deres adgang til at tilfredsstille deres behov. 

### Tilhænger af protektionisme
Producent og konsument må findes på samme område. Derfor bør den hele frembringelses-, ombytnings- og forbrugsproces være stedbunden, konsekvent og målbevidst søges realiseret inden for ethvert selvstændigt statssamfunds egne grænser. Ad denne vej havnede Carey til sidst i beskyttelsesteorier, hævdet med en fanatisk doktrinarisme, der finder enhver tarifforhøjelse forsvarlig. Carey’s opfattelse af de ædle metallers rolle i samfundshusholdningen var nær i slægt med merkantilisternes. Han fandt sin læres rigtighed bekræftet ved virkningerne af de allerede ret vidtgående protektionistiske amerikanske toldlove af 1828 og 1842.

## Betydning
Carey fremtrådte på et tidspunkt, da den "klassiske" engelske skole, med Adam Smith, Malthus og Ricardo som bannerførere, var ved at ebbe ud i rutine og tradition. Skønt det var let at se, at Carey i grunden var dilettant, virkede hans uskolede form og ofte dristige, men
ingenlunde dybe, originalitet forfriskende og bestikkende og skaffede ham for en tid lang et stærkt udbredt ry. 
Careys betydning ligger ikke så meget i hans læres logiske opbygning og indre tankeværd som i den omstændighed, at den blev det teoretiske grundlag for De Forenede Staters handels- og toldpolitik i de følgende menneskealdre. Carey er en i bogstaveligste forstand national økonom.
Hans teorier vakte i sin tid stor opmærksomhed overalt, ikke mindst som det første åbne brud med den liberale engelske skole, og de vandt også tilhængere i De Forenede Stater og Tyskland (1866 udkom således Eugen Karl Dührings "Careys umwälzung der volkswirthschaftslehre und socialwissenschaft", som fremkaldte megen polemik), men Carey kom aldrig til at danne nogen "skole".
Carey blev i 1868 indvalgt som udenlandsk medlem af det svenske Kungliga Vetenskapsakademien.

## Forfatterskab
- Essay on the rate of wages (1835)
- Principlcs of political economy (1837-40)
- The past, the present, and the future (1848)
- The harmony of interests (1852)
- Principles of social science (1858-59)
- Letters to the president on the foreign and domestic policy of the union (1862)
- The way to outdo England without fighting her (1865)
- The unity of law (1872)